# Ахмед Мухтар паша
Ахмед Мухтар паша Катърджиоглу (на турски: Ahmed Muhtar Paşa, Katırcıoğlu/Gazi) е османски офицер, мушир. Участник в Руско-турската война (1877 – 1878). Държавен служител, валия и велик везир.

## Биография
Ахмед Мухтар паша е роден през 1839 г. Завършва Военното училище в Цариград. Прави бърза военна кариера. В Кримската война от 1853 – 1856 г. служи като адютант. По време на неуспешната война в Черна гора е щабен офицер (1862). Назначен е за валия на Йемен (1871 – 1873). През 1873 г. е Министър на благоустройството.
Ахмед Мухтар влиза в османския генералитет и е командир на Втора армия (1873 – 1874). Назначен е за валия на Ерзурум (1874 – 1875). Командир на Първа армия (1875 – 1876). Генерал-губернатор на Босна и Херцеговина и командващ военните действия срещу херцеговинските въстаници (1875 – 1876). През 1877 г. е назначен е за валия на Крит.
От март 1877 г. е командир на Четвърта армия. По време на Руско-турската война (1877 – 1878) е командир на Анадолската армия. Той е привърженик на отбранителните действия. Успехите му спечелват титлата Гази (Победител).
След войната е преподавател в Цариградското военно училище. Повишен е във военно звание мушир. От 1878 е началник на арсенала. Командир на Трета армия (1879 – 1880) и валия на Битоля. Извънредно той е комисар за Египет (1855 – 1909).
След Младотурската революция от 1908 г. е депутат в Османския парламент. Председател на Сената (1911 – 1912). Велик везир (1912). Подава оставка след обвинения за първите поражения в Балканската война.